# Rinaldo Saporiti
Rinaldo Saporiti, né en 1840 à Milan, où il est mort en 1913, est un peintre italien. 

## Biographie
Rinaldo Saporiti nait dans une famille aristocratique, il étudie à l'Académie Brera de Milan, où parmi ses mentors se trouvent Giuseppe Mazzola et Luigi Bisi. Il est éclectique dans ses thèmes, qui comprennent à la fois des paysages et des figures, utilisant aussi bien l'huile que l'aquarelle. En 1861, il expose à la Brera : Mattino et Un mercato. En 1863, il expose quelques œuvres basées sur un voyage en Tunisie, dont Una via un Tunisi, en 1867, La Goletta-Laguna di Tunisi. Il expose également des sujets de Sardaigne et de la Ligurie. En 1870, à la Mostra Italiana dex Beaux-Arts de Parmesan, il envoie trois tableaux représentant Caneto (Lago Maggiore); Les Alpes ; Valle di Sitsa, et une quatrième aquarelle : Quassa (Lago Maggiore). Deux tableaux représentant la Riviera di Genoa et l'Adriatique ont également été présentés à l'exposition de Turin, en 1880. Quatre ans plus tard, à la même exposition de Turin, il expose : Caccia -nelle canne e la Pesca ; et il expose à nouveau, en 1886, à l'Exposition des Beaux-Arts de Milan,.

## Sources
- (en) Cet article est partiellement ou en totalité issu de l’article de Wikipédia en anglais intitulé « Rinaldo Saporiti » (voir la liste des auteurs).